# Quemchi
Quemchi è un comune del Cile della provincia di Chiloé nella Regione di Los Lagos. Al censimento del 2002 possedeva una popolazione di 8.689 abitanti.
Il comune si estende sulla parte nord-orientale dell'isola di Chiloé.

## Società

### Evoluzione demografica
| Censimento del 1992 | Censimento del 2002 |
| 8.188 ab.           | 8.689 ab.           |